# Resolução 273 do Conselho de Segurança das Nações Unidas
A Resolução 273 do Conselho de Segurança das Nações Unidas aprovada em 9 de dezembro de 1969, após uma queixa do Senegal sobre o bombardeamento da aldeia senegalesa de Samine a partir de uma base portuguesa em Begene, o Conselho condenou a ação e instou Portugal a desistir de violar a soberania e integridade territorial do Senegal.
A resolução foi aprovada por 13 votos; A Espanha e os Estados Unidos se abstiveram.